# Diez de Agosto (Manabí)
Diez de Agosto, alternative Schreibweise: 10 de Agosto, ist eine Ortschaft und eine Parroquia rural („ländliche Gemeinde“) im Kanton Pedernales der ecuadorianischen Provinz Manabí. Die Parroquia besitzt eine Fläche von 233,1 km². Die Einwohnerzahl lag im Jahr 2010 bei 5212. Die Parroquia wurde am 23. April 1956 gegründet. Der Name erinnert an den 10. August 1809, als es in Quito einen Aufstand gab, der zur ersten Ausrufung der Unabhängigkeit Ecuadors führte.

## Lage
Die Parroquia Diez de Agosto liegt Hinterland der Pazifikküste. Der Hauptort Diez de Agosto liegt auf einer Höhe von 100 m am Río San José, ein linker Nebenfluss des Río Coaque, der das Areal nach Norden entwässert. Die Ortschaft Diez de Agosto befindet sich knapp 25 km südlich des Kantonshauptortes Pedernales.
Die Parroquia Diez de Agosto grenzt im Nordosten an die Parroquia Atahualpa, im Osten und im Südosten an die Parroquias Chibunga und Convento (beide im Kanton Chone), im Westen an den Kanton Jama sowie im Nordwesten an die Parroquia Pedernales.